# Chodywańce
Chodywańce – wieś w Polsce położona w województwie lubelskim, w powiecie tomaszowskim, w gminie Jarczów. Leży w południowej części Gminy Jarczów, 26 km na wschód od Tomaszowa lubelskiego, po prawej stronie Szyszły.
| SIMC    | Nazwa              | Rodzaj    |
| ------- | ------------------ | --------- |
| 0890005 | Chodywańce-Kolonia | część wsi |

Początki wsi sięgają wczesnych lat XV w. Ponoć na starym kościele, który spłonął w 1911 roku widniał dość wyraźny napis łaciński: „Anno Domini 1410” Jakoby wówczas kościołek ten kazał wybudować i sfinansować król Władysław Jagiełło na pamiątkę swego pobytu w tej miejscowości, kiedy to po zwycięskiej bitwie pod Grunwaldem odprowadzał wojska ruskie, a przy okazji lustrował grody na Rusi Czerwonej. Natomiast pierwsza wzmianka historyczna pochodzi z 1422 roku. Wtedy kościół już istniał, a wybudował go Stanisław, dziedzic Przeorska i Chodywaniec. W 1425 roku Biskup chełmiński Jan Biskupiec, na prośbę Andrzeja Małdrzyka, syna Stanisława zatwierdził parafię rzymskokatolicką pw. Narodzenia NMP i św. Apostołów Piotra i Pawła. W północnej części wsi na pocz. XV w. powstał folwark należący do możnego rodu Małdrzyków, osiedleńców z Mazowsza. 
Na południowy wschód od Chodywaniec, w odległości około 1 km znajdowała się kolonia i folwark Adama Paluszyńskiego. Była to Plebanka. Mieszkało tam 9 rodzin polskich i 6 ukraińskich. Zgodnie z ustawą o reformie rolnej majątki w Chodywańcach i Plebance zostały rozparcelowane. Ziemię nadano byłym fornalom oraz bezrolnym i małorolnym chłopom. W Plebance na dużym obszarze ziemi powstał PGR, a obecnie funkcjonuje tam wielkoobszarowe gospodarstwo rolne
W latach 1975–1998 miejscowość administracyjnie należała do województwa zamojskiego.
Wieś jest sołectwem w gminie Jarczów, siedzibą rzymskokatolickiej parafii Narodzenia Najświętszej Maryi Panny. Według Narodowego Spisu Powszechnego z roku 2011 wieś liczyła 227 mieszkańców.

## Zabytki
Według rejestru zabytków NID na listę zabytków wpisana jest kordegarda pałacowa z 2 poł. XVIII w., nr rej.: A/1291 z 8.11.1976.

## Parafia Chodywańce
Parafia Chodywańce erygowana, 28 VIII 1425 r., przez biskupa chełmskiego Jana Biskupca. Do początku w. XIX należała do diecezji chełmskiej (dekanat Bełz). Granice jej były dość rozległe, ale w ciągu wieków wydzielono z niej nowe parafie: Uhnów (dawniej na terenie diecezji chełmskiej), Dyniska, Machnów, do końca w. XVI Tomaszów (razem z Suścem) należał do Chodywaniec. W r. 1947 siedzibę parafię przeniesiono do Jarczowa, a kościół w Chodywańcach stał się filialnym. Nazwa parafii była wtedy podwójna: Jarczów-Chodywańce. W r. 1959 bp Piotr Kałwa mianował kapelana w Chodywańcach, który równocześnie rozpoczął pracę w organizującym się punkcie duszpasterskim. Zaczęto na miejscu prowadzić oddzielne księgi i faktycznie oddzielono się od Jarczowa.
Parafia w Chodywańcach na początku w. XV została uposażona przez miejscowych właścicieli ziemskich w 2 łany pola, wolny wypas bydła, wolny wyręb w lesie, dziesięcinę itd. Przy par. istniał szpital dla ubogich, który funkcjonował jeszcze w wieku XIX jako schronienie dla starców. Parafia przeżyła kilka ciężkich okresów w swoich dziejach, m.in. w II połowie w. XIX, kiedy po kasacie unii rząd carski zamknął na pewien czas kościół z powodu wywierania złego wpływu na ludność prawosławną. Dlatego w latach: 1890-1907 zamknięto kościół w Chodywańcach pod pretekstem jego złego stanu technicznego. Proboszcza i wielu parafian wywieziono na Sybir, natomiast teren ten postanowiono przyłączyć do parafii w Tomaszowie Lub. i w Gródku.
Kolejnym ciężkim okresem była II wojna światowa: aresztowania, wywożenie do obozów, wysiedlenia.  W 1941 r. Niemcy aresztowali proboszcza, ks. Edwarda Gajewskiego, wywożąc go do KL Auschwitz, gdzie zginął 6 stycznia 1943 r. Z kolei 13 kwietnia 1944 r. (czwartek po Wielkanocy) nacjonaliści ukraińscy z OUN-UPA zamordowali w wiosce administratora parafii, ks. Jakuba Jachułę razem z 41 innymi parafianami. W r. 1947, po przeniesieniu siedziby parafii do Jarczowa, przez okres 2 lat w Chodywańcach był kościół narodowy. W r. 1951 przybyły tutaj felicjanki z Uhnowa i zamieszkały na plebanii (pracowały tu do r. 1983). Do r. 1962 prowadziły przedszkole. Nowa plebania została oddana do użytku w r. 1983.
Stare księgi parafialne zaginęły w czasie działań wojennych, natomiast z książek kościelnych zachował się jedynie rytuał z r. 1640 i 2 mszały z w. XIX.
Pierwsza świątynia drewniana powstała tu na początku w. XV. Kolejny kościół (modrzewiowy) wystawiono w r. 1757 z fundacji Grabowskich. Pod koniec w. XIX był on w złym stanie i został zamknięty (1890-1907). Wyremontowano go, ale wkrótce spłonął (1911). W latach 1919–1938 za kościół parafialny służyła dawna cerkiew, która w r. 1938 została rozebrana. W r. 1938 postawiono drewnianą kaplicę pw. Narodzenia NMP (takie wezwanie posiadał spalony kościół). Pobudował ją miejscowy cieśla, poświęcona przez proboszcza, ks. Edwarda Gajewskiego. W r. 1949 wybuchł pożar zakrystii. Była remontowana w latach: 1960-1963 (dach, podwaliny, obicie ścian płytami pilśniowymi). W r. 1973 dobudowano przedsionek.
Kaplica drewniana, obita wewnątrz i z zewnątrz płytami pilśniowymi, jednonawowa, o wymiarze 11 x 7 m. Ołtarz główny, drewniany, barokowy, przywieziony około r. 1919 z kościoła w Nabrożu. W ołtarzu obraz MB (prawdopodobnie z około r. 1920). Po bokach stały dwa prowizoryczne ołtarze, a na chórze muzycznym fisharmonia.Obok kościoła dzwonnica - brama, murowana z ok. 1820 r., 2 dzwony sprowadzone wkrótce po zakończeniu działań wojennych. Poświęcił je proboszcz Ks. Józef Gonkowski.
W r. 1986 rozpoczęto budowę nowego kościoła na fundamentach z r. 1938, wg projektu archidiec. Andrzeja Rabiegi z Tomaszowa Lub. i konstruktora Eugeniusza Kossaka również z Tomaszowa Lub., 11 IX 1986 r. kamień węgielny wmurował bp Jan Śrutwa, w r. 1987 stan surowy i pierwsza Msza św.

## Graf Chodywańce
- GLKS GRAF Chodywańce
  - Rok założenia 1984
  - Barwy: Biało-Czerwono-Żółto-Zielone